# Iglesias del Zelenchuk
Las iglesias de Zelenchuk (en ruso: Зеленчу́кские хра́мы) o iglesias de Nizhni Arjiz (Ни́жне-Архы́зские храмы, en karachái-bálkaro: Тёбен Архыз клисала) son un conjunto de tres iglesias cristianas construidas en el siglo X, ubicadas en el desfiladero del río Bolshói Zelenchuk en el territorio del asentamiento del Bajo Arjiz, presumiblemente la ciudad de Maghas, la capital de la antigua Alania, ahora el pueblo de Nizhni Arjiz.
El más antiguo de estos templos, el Templo Central, construido en el siglo X, fue la sede catedralicia de Alania.

## Templo Norte

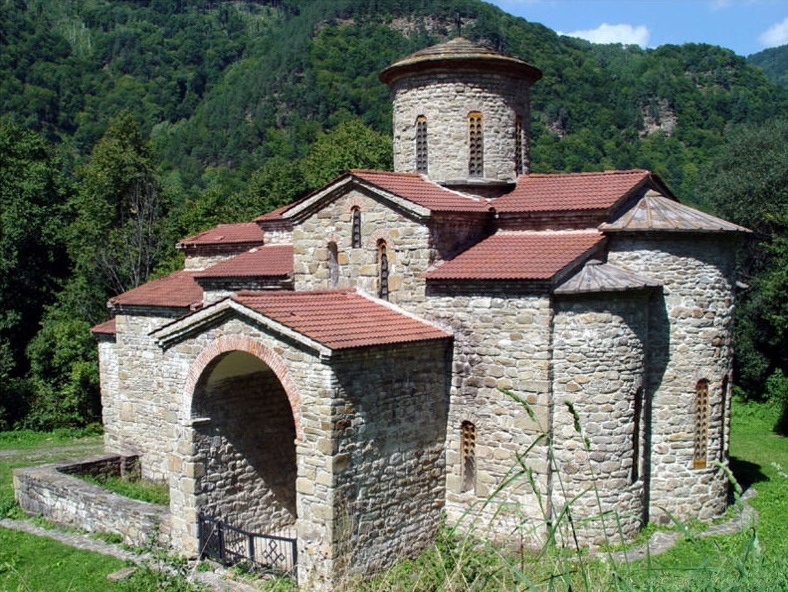
Templo del Norte.

El templo norte, erigido a finales del siglo X y principios del XI, fue probablemente el templo principal de un gran monasterio monástico.

## Templo Central

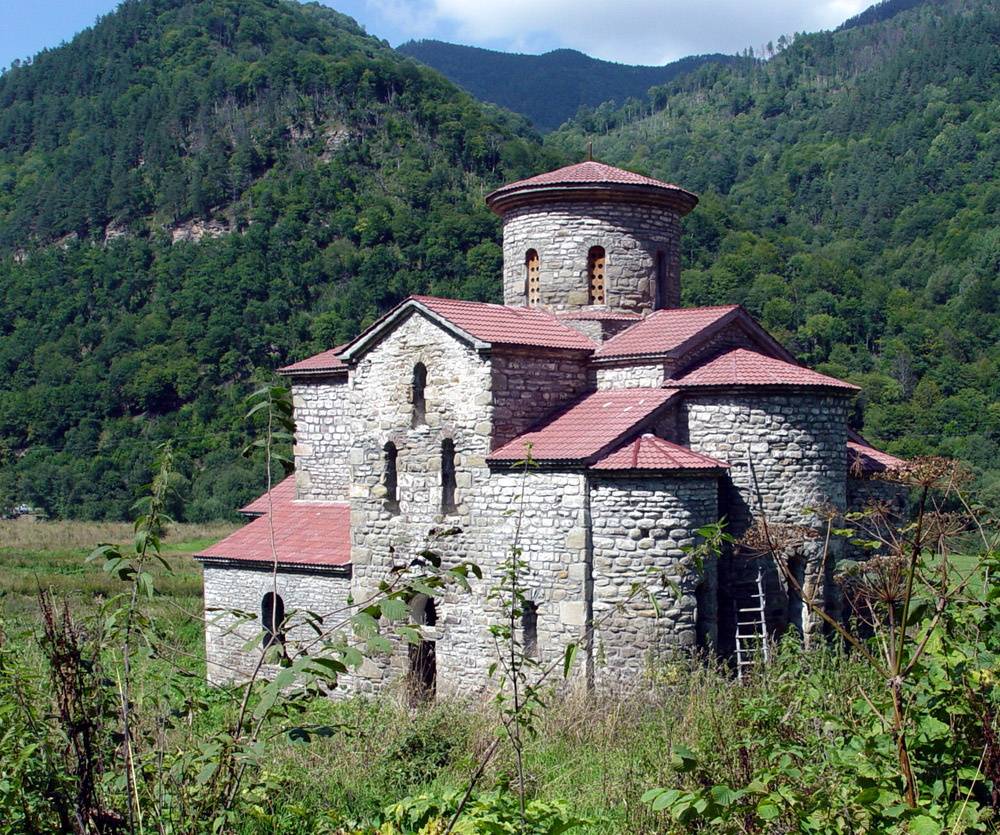
Templo Central.

El templo central fue construido en dos etapas: la construcción comenzó a principios del siglo X y terminó en el año 932, cuando los cristianos fueron desterrados del imperio. La segunda etapa terminó alrededor de 950-960 cuando Alania volvió al cristianismo, con únicamente pequeños cambios respecto al plano arquitectónico original.

## Templo Sur

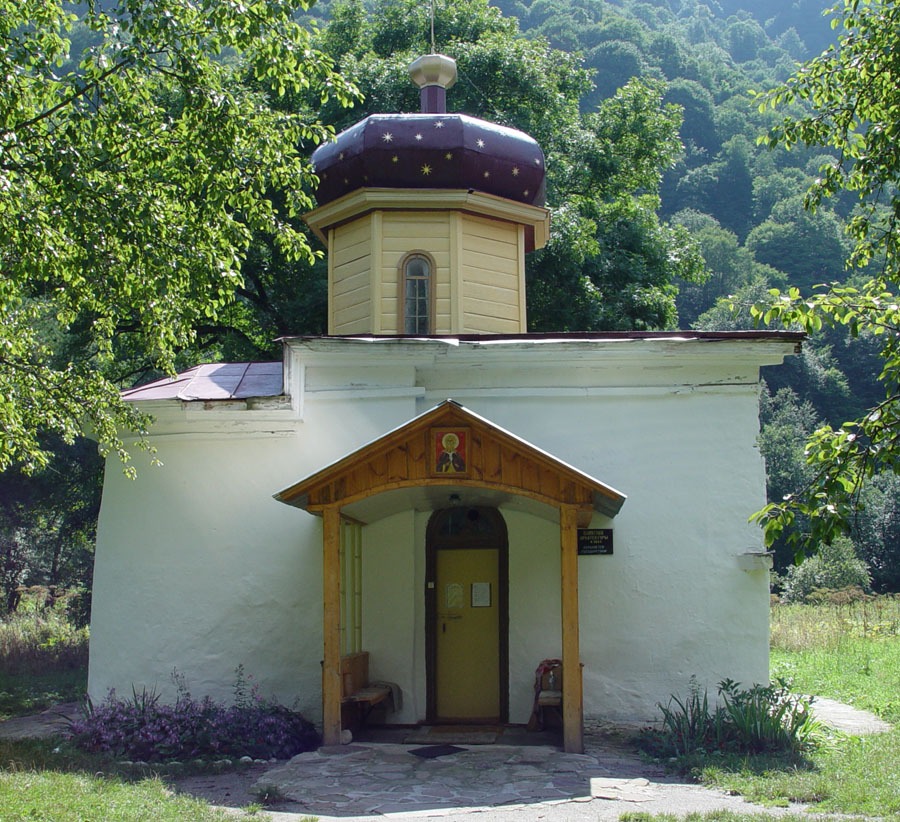
Templo del Sur.

El pequeño Templo del Sur es el último, construido a finales del siglo XI y principios del XII, y puede haber formado parte de la propiedad de una de las familias nobles alanas.